# Lancia Delta
Lancia Delta, bilmodell tillverkad av Lancia i tre generationer sedan 1979. Den första generationen såldes i Sverige under namnet Saab-Lancia 600.

## Lancia Delta (1979-1993)
Lancia Delta presenterades vid IAA 1979. Den hade börjat utvecklas 1974 och är baserad på Fiat Ritmo. Precis som Ritmon var den en framhjulsdriven halvkombi, men fanns endast med fem dörrar (så länge man bortser från den radikala Delta S4). Den designades av Giorgetto Giugiaro/Italdesign. Lancia Delta utsågs till Årets bil 1980.
Lancia Delta vann rally-VM sex år i rad.
Många "special edition"-bilar har släppts varav de mest kända anses vara Martini 5 och Martini 6. Dessa modeller byggdes för att fira Lancias och Martinis femte respektive sjätte vinst i rally-VM.

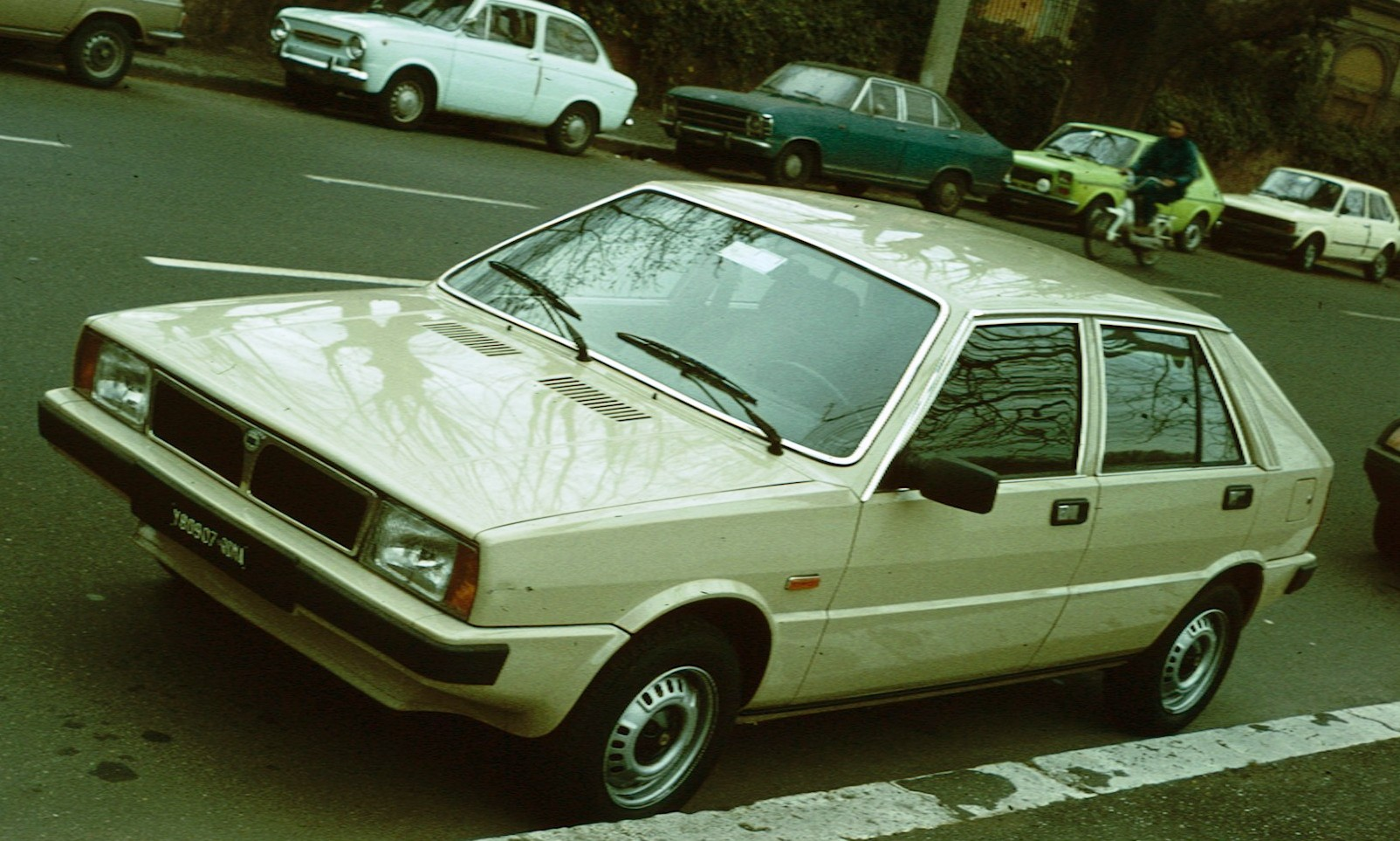
Tidig Lancia Delta i Rom
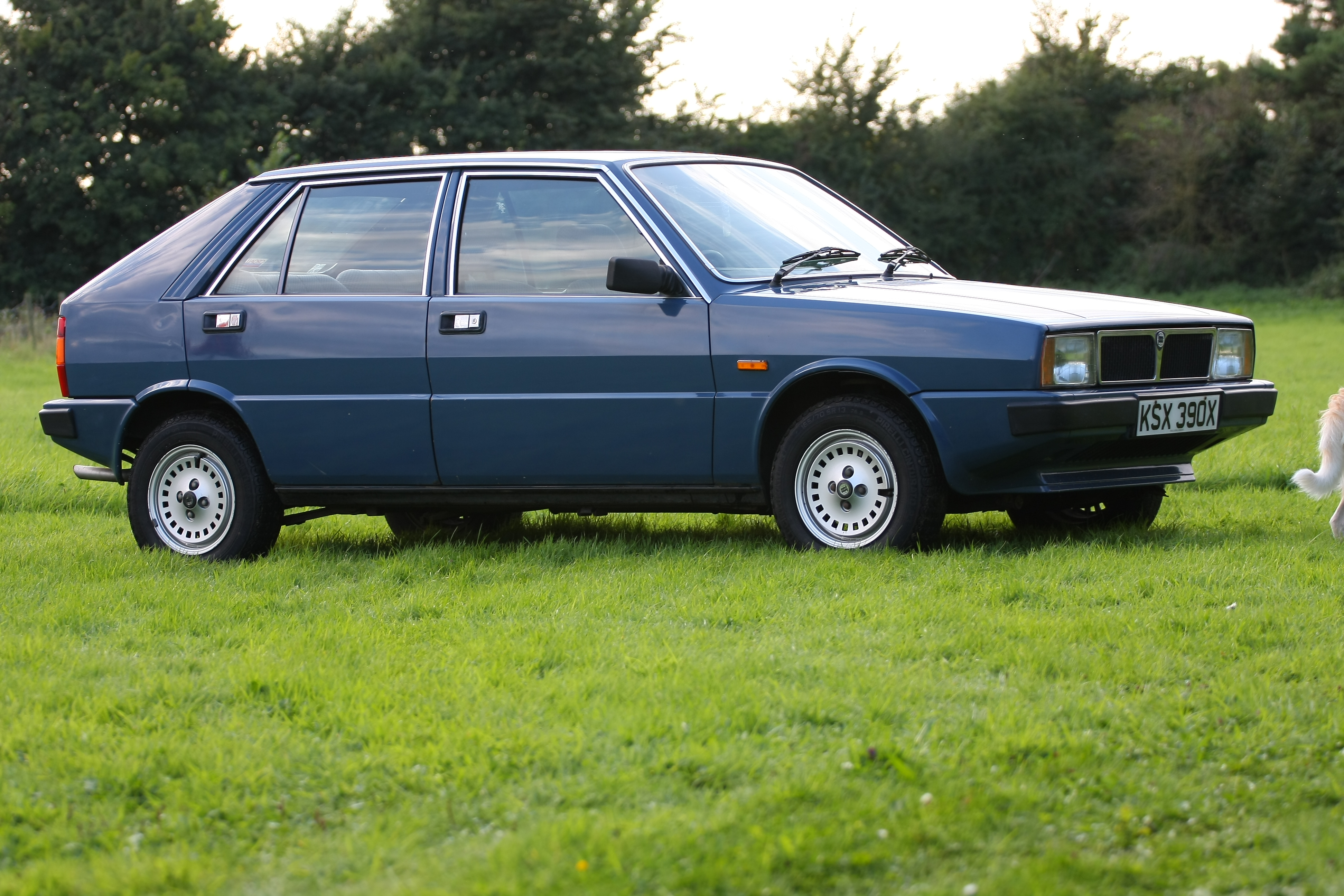
1982 brittisk Lancia Delta
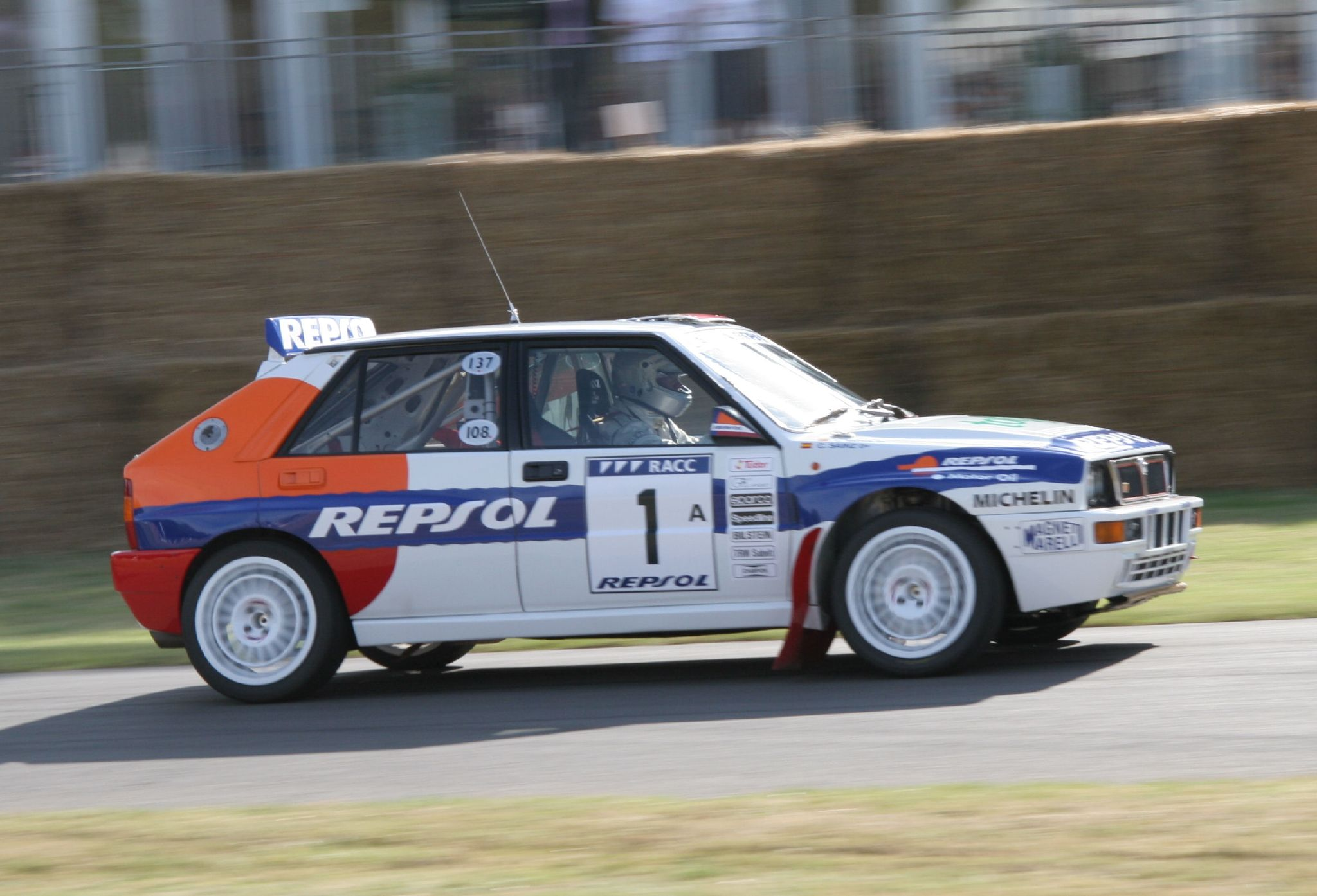
1993 Lancia Delta HF Integrale
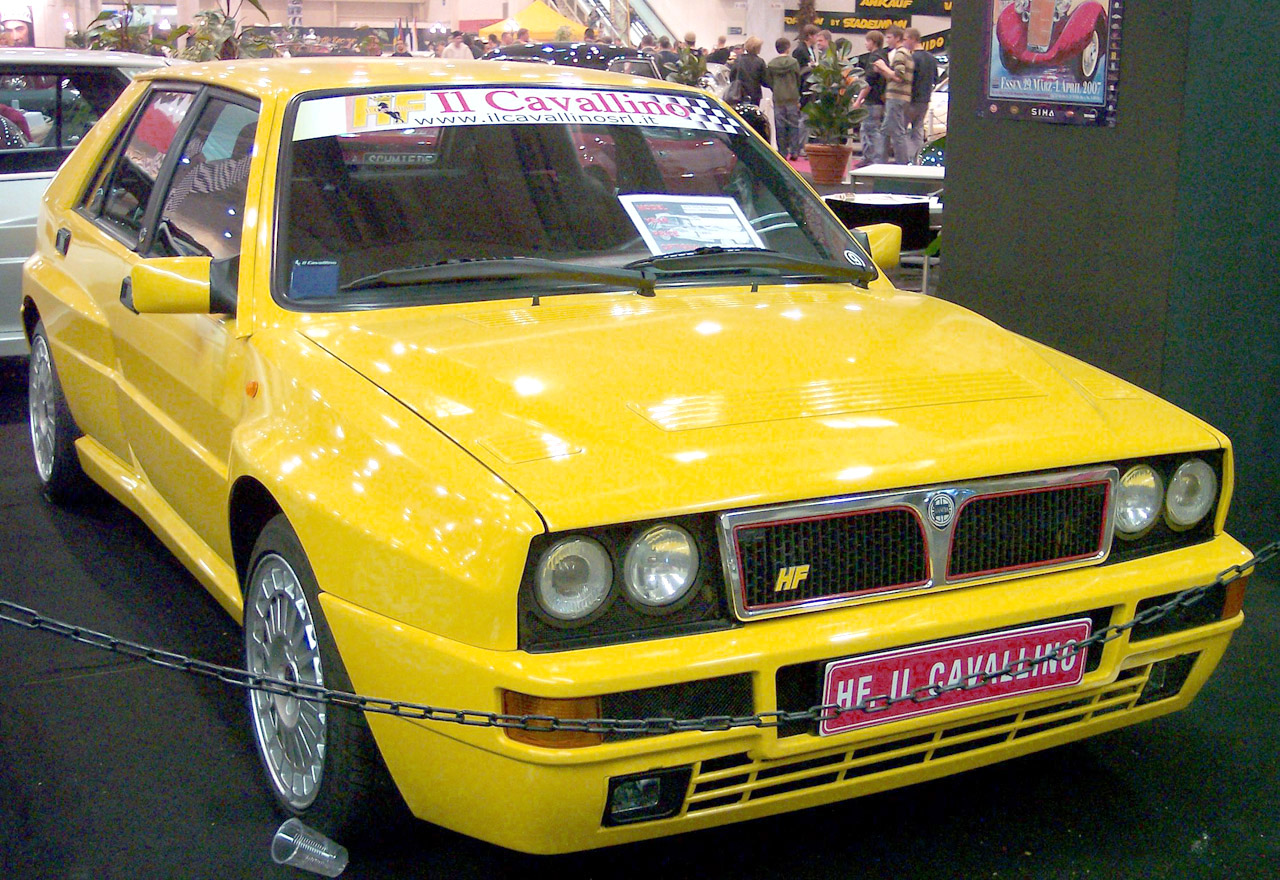
Lancia Delta HF Integrale

Lancia Delta som sedanmodell kallas Lancia Prisma.

### Saab-Lancia 600
I Sverige, Norge och Danmark såldes Lancia Delta under namnet Saab-Lancia 600. Saab ville på det sättet ersätta den nedlagda modellen Saab 96, när man inte hade resurser att utveckla en egen modell i det segmentet. Totalt såldes 6419. Saab hade utvecklat värme- och kylsystemet i modellen för att bättre passa det nordiska klimatet. Jämfört med tidigare mindre bilar från Saab var 600:an ett stort framsteg när det gällde komfort, utrymmen och prestanda. Tyvärr visade sig kvaliteten på bilarna snart inte hålla måttet för de saltade vägarna i Norden. Bland annat råkade många bilar ut för att bensintanken rostade sönder. Av de bilar som rullade ut i trafiken på 1980-talet finns bara ett fåtal kvar idag.

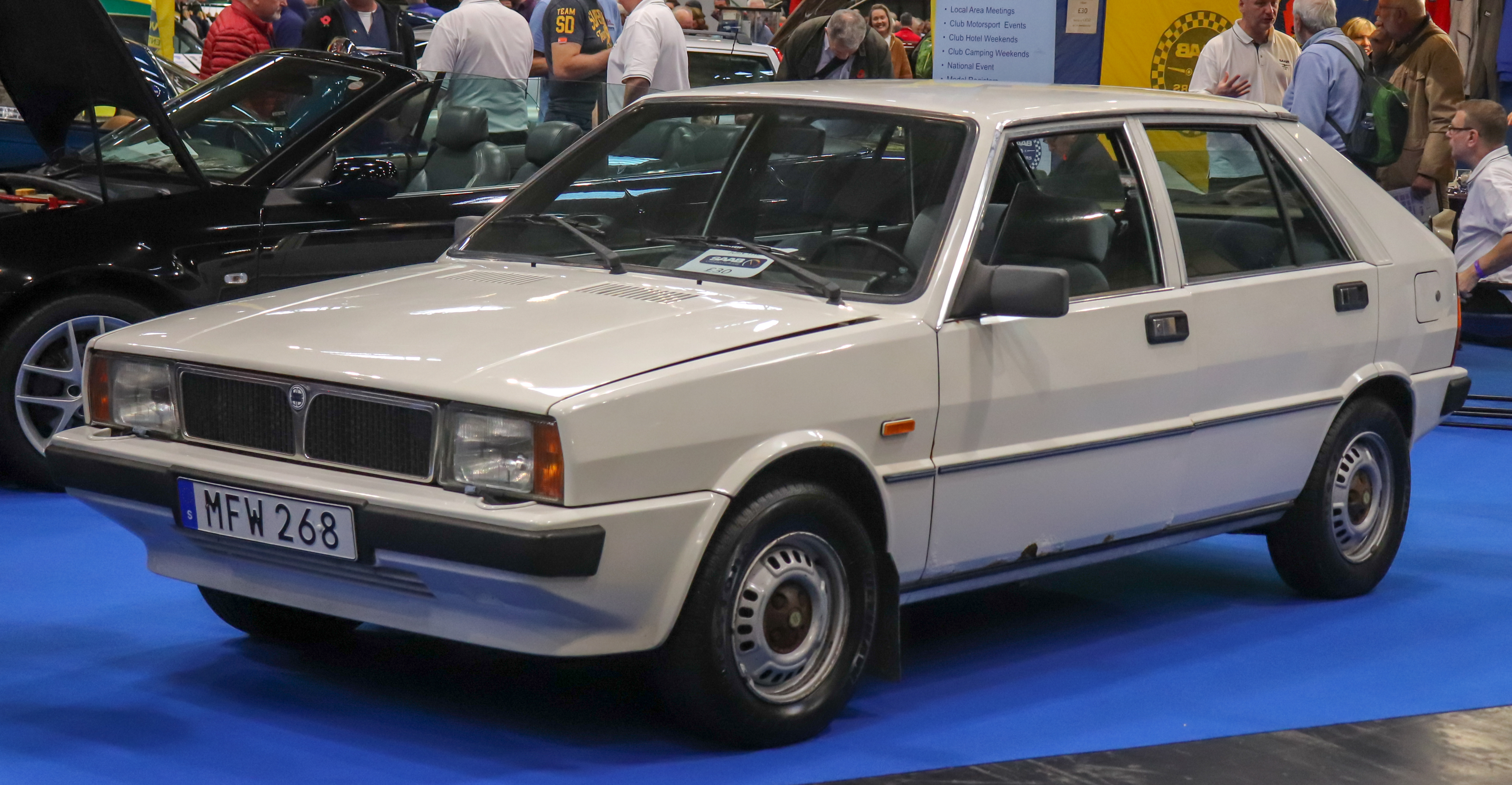
Saab-Lancia 600 GLS.

Första året fanns modellerna GLS och GLE, som var lyxigare. GLE sålde dåligt och utgick från modellprogrammet. Motorn var en 1,5-liters bensinmotor med 85 hästkrafter, och femväxlad växellåda.
Saab-Lancia 600 såldes enbart i Sverige, Danmark och Norge. De svenska Saabåterförsäljarna sålde även Lancias modeller A112 och Prisma, men under Lancias märke. Saab-Lancia 600 blev den sista mindre bilen som kom att säljas under Saabs varumärke. Efter den kom bara större och mellanstora familjebilar.
Saab och Fiat-koncernen fortsatte sedan sitt samarbete och utvecklade gemensamt vad som blev modellerna Lancia Thema och Saab 9000, förutom Fiat Croma och Alfa Romeo 164.
Varianter:
| Modell             | Årsmodell | Motor          | Cyl vol  | Effekt | Bränslesystem             | Anm.        |
| ------------------ | --------- | -------------- | -------- | ------ | ------------------------- | ----------- |
| 1100               | 1986-90   | rak 4 SOHC 8v  | 1116 cm³ | 64 hk  | Förgasare                 | (Grekland)  |
| 1300               | 1980-89   | rak 4 SOHC 8v  | 1299 cm³ | 75 hk  | Förgasare                 |             |
| 1500               | 1980-89   | rak 4 SOHC 8v  | 1498 cm³ | 85 hk  | Förgasare                 |             |
| GT                 | 1982-86   | rak 4 DOHC 8v  | 1585 cm³ | 105 hk | Förgasare                 |             |
| HF Turbo           | 1983-86   | rak 4 DOHC 8v  | 1585 cm³ | 130 hk | Förgasare, turbo          |             |
| Diesel             | 1984-93   | rak 4 SOHC 8v  | 1929 cm³ | 65 hk  | Dieselmotor               |             |
| Turbo DS           | 1986-93   | rak 4 SOHC 8v  | 1929 cm³ | 80 hk  | Turbodiesel               |             |
| HF 4WD             | 1986-87   | rak 4 DOHC 8v  | 1995 cm³ | 165 hk | Bränsleinsprutning, turbo |             |
| GT i.e.            | 1987-93   | rak 4 DOHC 8v  | 1585 cm³ | 109 hk | Bränsleinsprutning        |             |
| HF i.e. Turbo      | 1987-93   | rak 4 DOHC 8v  | 1585 cm³ | 140 hk | Bränsleinsprutning, turbo |             |
| HF Integrale       | 1988-89   | rak 4 DOHC 8v  | 1995 cm³ | 185 hk | Bränsleinsprutning, turbo |             |
| 1300               | 1990-91   | rak 4 SOHC 8v  | 1301 cm³ | 76 hk  | Bränsleinsprutning        | Katalysator |
| 1500               | 1990-93   | rak 4 SOHC 8v  | 1498 cm³ | 80 hk  | Bränsleinsprutning        | Katalysator |
| HF Integrale 16v   | 1990-91   | rak 4 DOHC 16v | 1995 cm³ | 200 hk | Bränsleinsprutning, turbo |             |
| HF Integrale Evo   | 1992-93   | rak 4 DOHC 16v | 1995 cm³ | 210 hk | Bränsleinsprutning, turbo |             |
| HF Integrale Evo 2 | 1994      | rak 4 DOHC 16v | 1995 cm³ | 215 hk | Bränsleinsprutning, turbo |             |

Se även:
- Lancia Delta HF Integrale

- Lancia Delta S4

## Lancia Delta II (1993-1999)
Den nya generationen Delta presenterades 1993. Den delade chassi med sedan-modellen Dedra och fanns till att börja med endast med femdörrarskaross. Fjorton års utveckling gjorde den nya Deltan till en betydligt bättre bil än sin företrädare, men den lyckades ändå inte fånga köparnas intresse och försäljningen blev en besvikelse.

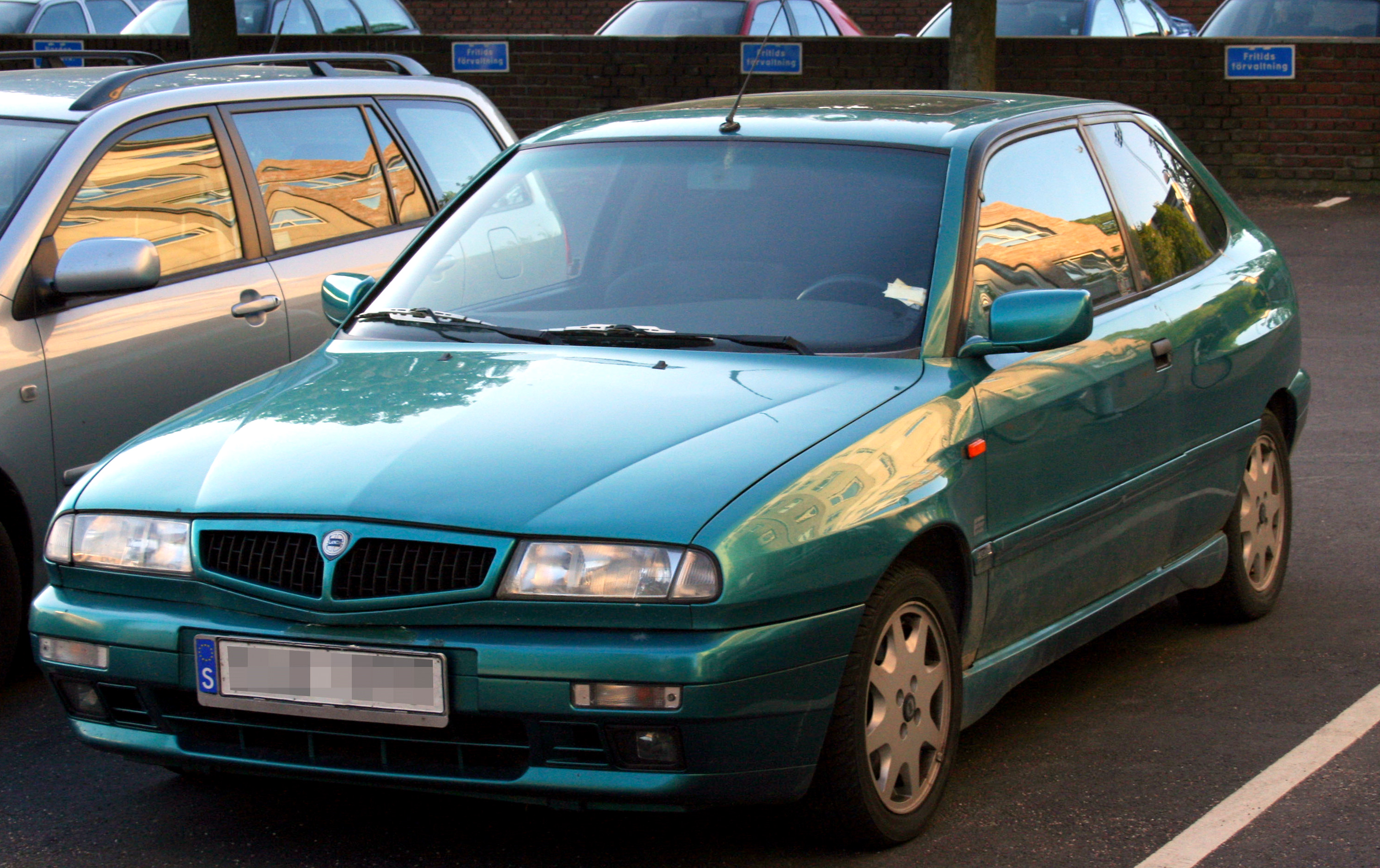
Delta HPE

1995 tillkom den sportigare tredörrarsversionen HPE. Till 1997 genomgick modellen en ansiktslyftning med bland annat uppdaterade motorer: en ny 1,8-liters motor ersatte den tidigare 1756 cm³ varianten, medan en 1.8 med variabel ventilstyrning ersatte den tidigare 2-liters sugmotorn.
En 16-ventilers 1,6-liters motor tillkom 1999, men produktionen upphörde i slutet av året. Medan Dedran samtidigt ersattes av Lybra, så erbjöds den aldrig i halvkombiversion.
Varianter:
| Modell  | Årsmodell | Motor          | Cylindervolym | Effekt | Bränslesystem             |
| ------- | --------- | -------------- | ------------- | ------ | ------------------------- |
| 1.6     | 1993-98   | rak 4 DOHC 8v  | 1581 cm³      | 76 hk  | Bränsleinsprutning        |
| 1.8     | 1993-96   | rak 4 DOHC 8v  | 1756 cm³      | 105 hk | Bränsleinsprutning        |
| 16v     | 1993-96   | rak 4 DOHC 16v | 1995 cm³      | 142 hk | Bränsleinsprutning        |
| HF      | 1993-99   | rak 4 DOHC 16v | 1995 cm³      | 190 hk | Bränsleinsprutning, turbo |
| tds     | 1994-99   | rak 4 SOHC 8v  | 1929 cm³      | 90 hk  | Turbodiesel               |
| 1.8 16v | 1997-99   | rak 4 DOHC 16v | 1747 cm³      | 113 hk | Bränsleinsprutning        |
| 1.8 VVT | 1997-99   | rak 4 DOHC 16v | 1747 cm³      | 130 hk | Bränsleinsprutning        |
| 1.6 16v | 1999      | rak 4 DOHC 16v | 1581 cm³      | 103 hk | Bränsleinsprutning        |

## Lancia Delta III (2008-2014)
På Genève-salongen 2008 introducerade Lancia en tredje generation Delta.. Modellen säljs i Sverige sedan hösten 2011.
Varianter:
| Modell       | Årsmodell | Motor      | Cylindervolym | Effekt | Bränslesystem             |
| ------------ | --------- | ---------- | ------------- | ------ | ------------------------- |
| 1.4 T-Jet    | 2008-14   | rak 4 DOHC | 1368 cm³      | 120 hk | Bränsleinsprutning, turbo |
| 1.4 T-Jet    | 2008-14   | rak 4 DOHC | 1368 cm³      | 150 hk | Bränsleinsprutning, turbo |
| 1.6 Multijet | 2008-14   | rak 4 DOHC | 1598 cm³      | 105 hk | Turbodiesel               |
| 1.6 Multijet | 2008-14   | rak 4 DOHC | 1598 cm³      | 120 hk | Turbodiesel               |
| 1.8 T-Jet    | 2008-14   | rak 4 DOHC | 1796 cm³      | 200 hk | Bränsleinsprutning, turbo |
| 1.9 TST      | 2008-14   | rak 4 DOHC | 1910 cm³      | 190 hk | Turbodiesel               |
| 2.0 Multijet | 2008-14   | rak 4 DOHC | 1997 cm³      | 165 hk | Turbodiesel               |